# Obersontheim
Obersontheim település Németországban, azon belül Baden-Württembergben. Lakosainak száma 5532 fő (2023. december 31.).

## Fekvése
Stuttgarttól északkeletre fekvő település.

## Népesség
A település népessége az elmúlt években az alábbi módon változott:
| Lakosok száma | 3641 | 4950 | 5079 | 5404 | 5493 | 5532 |
|               | 1975 | 2017 | 2019 | 2021 | 2022 | 2023 |

## Nevezetes személyek
- Itt született Christian Friedrich Daniel Schubart költő 1739. március 24-én.

## Galéria

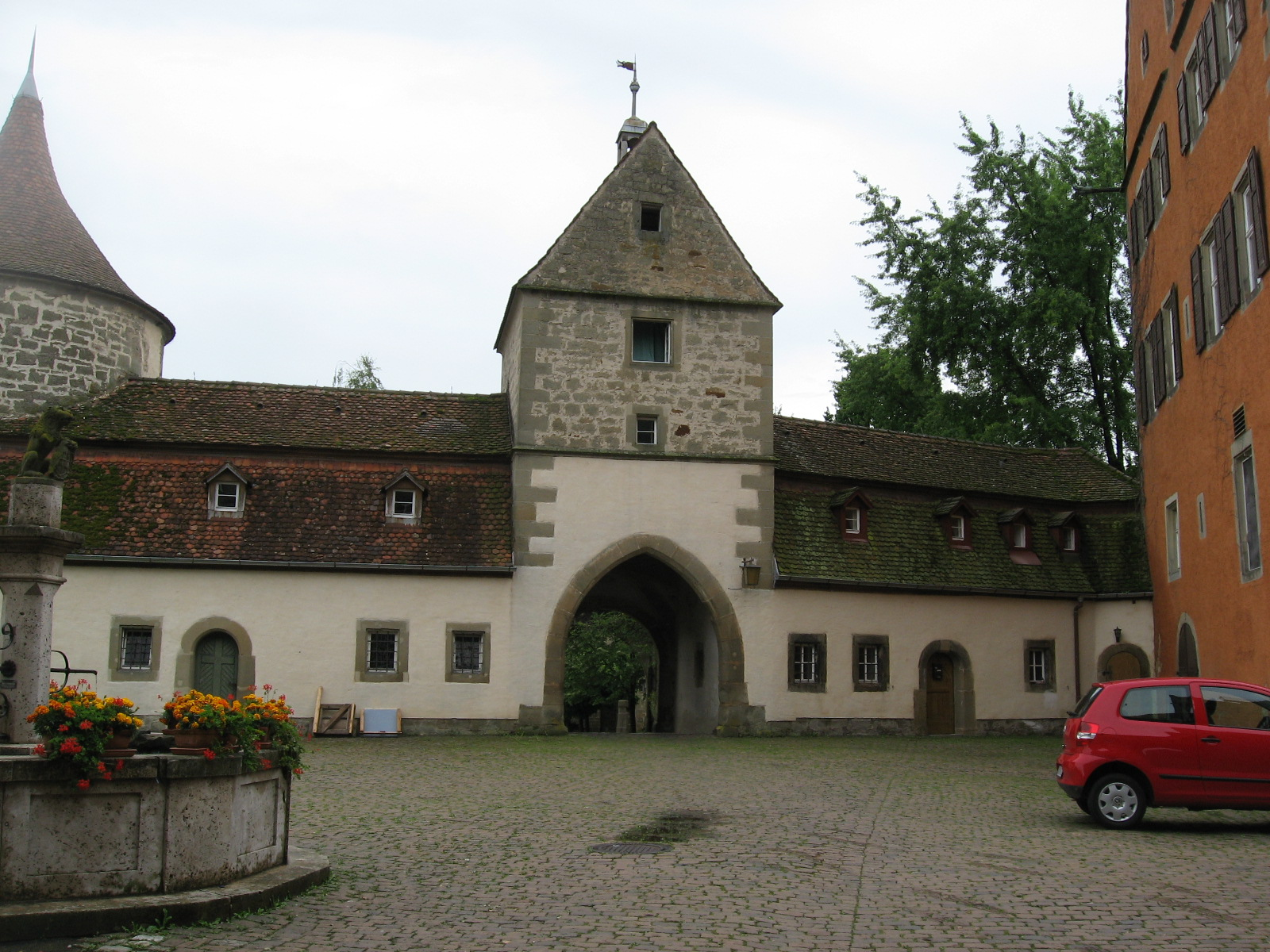
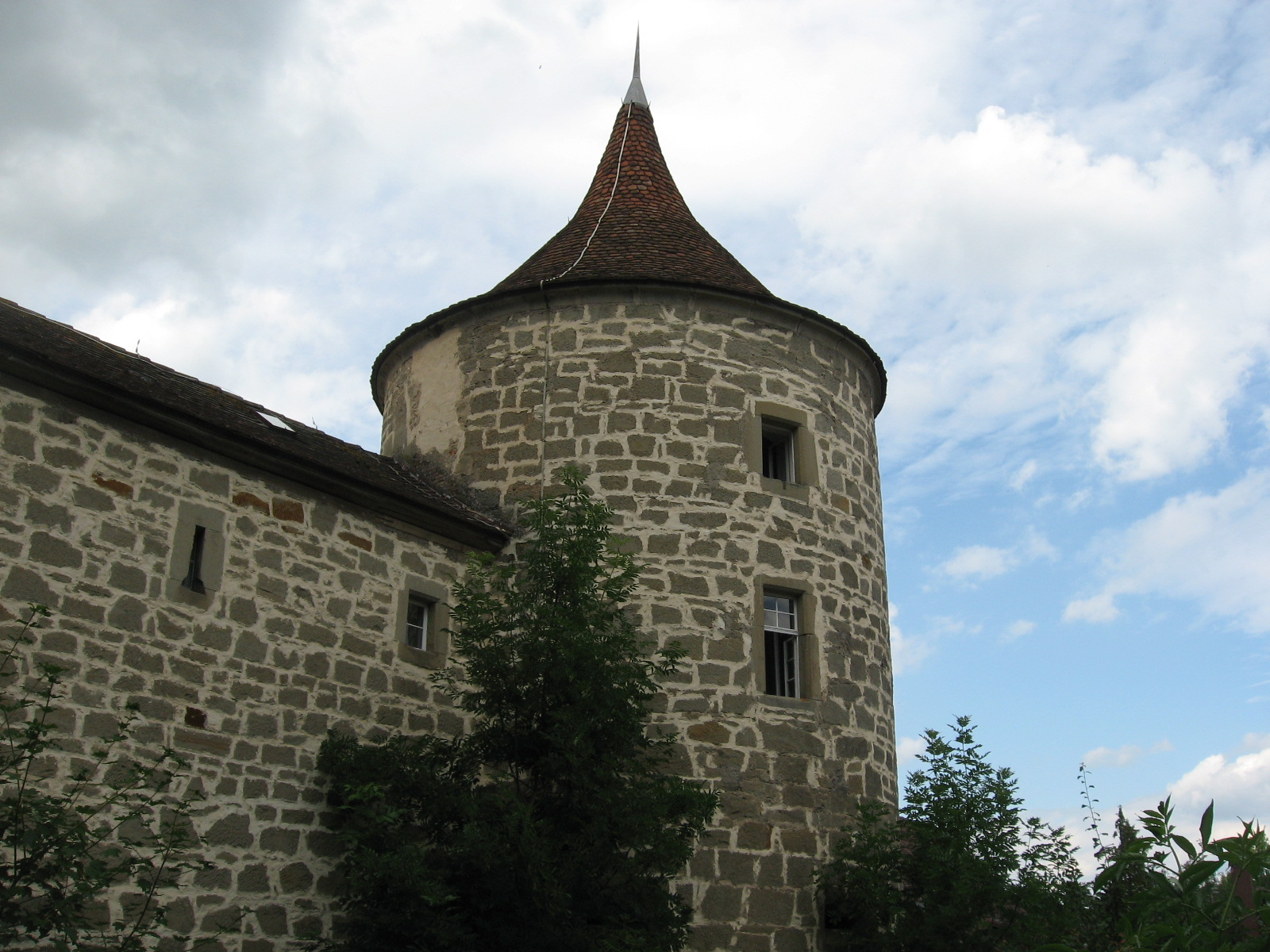
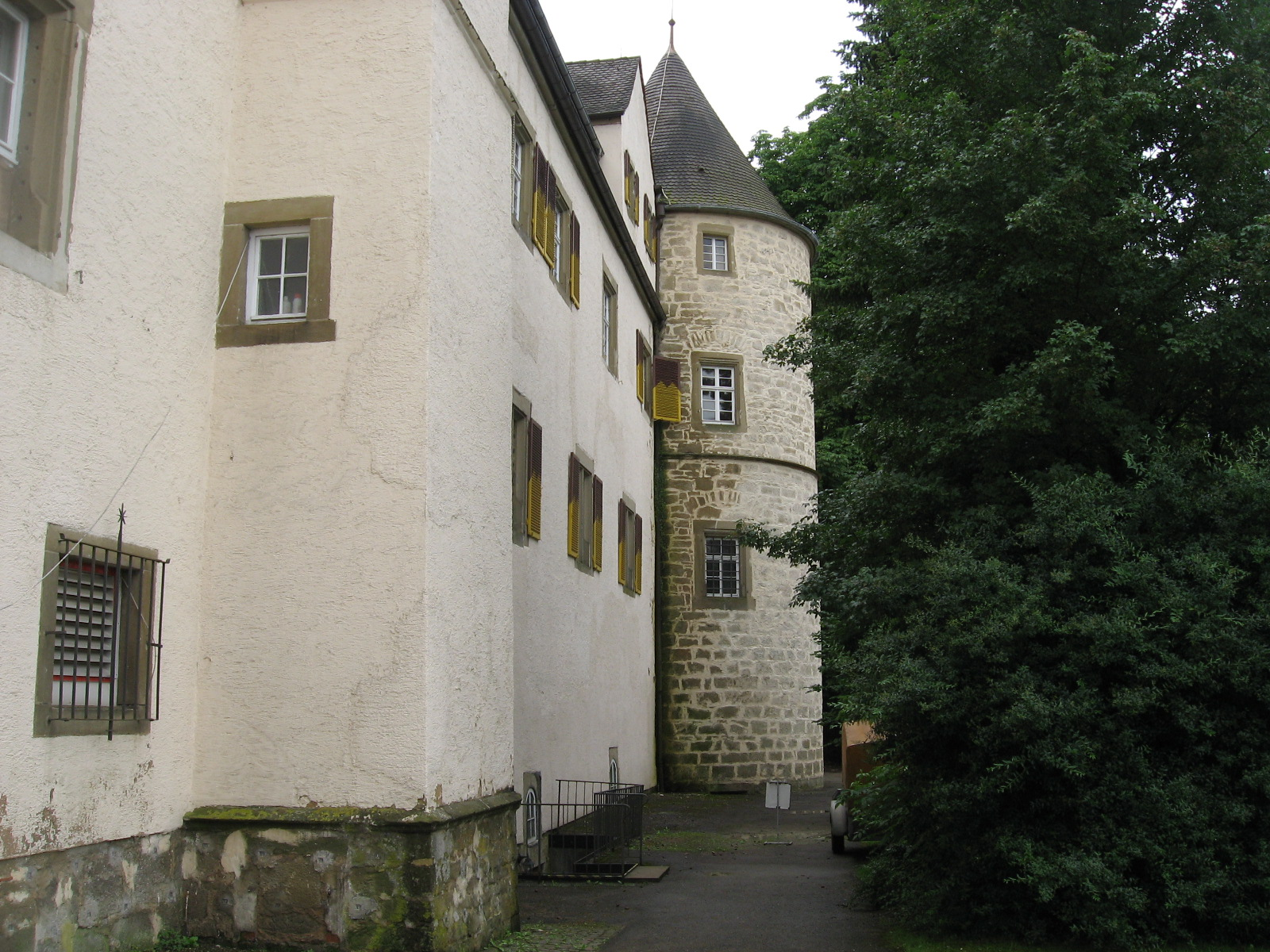
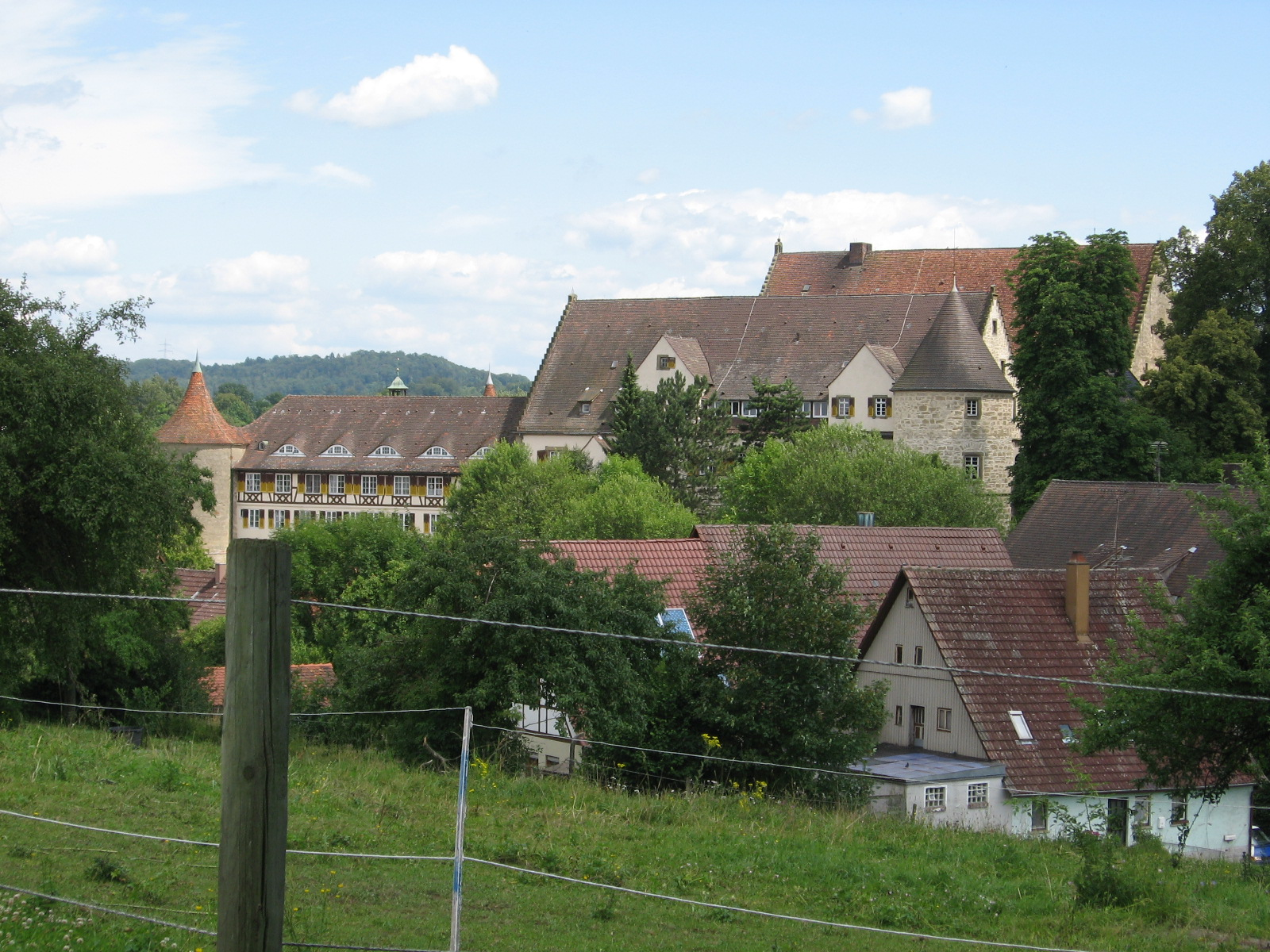
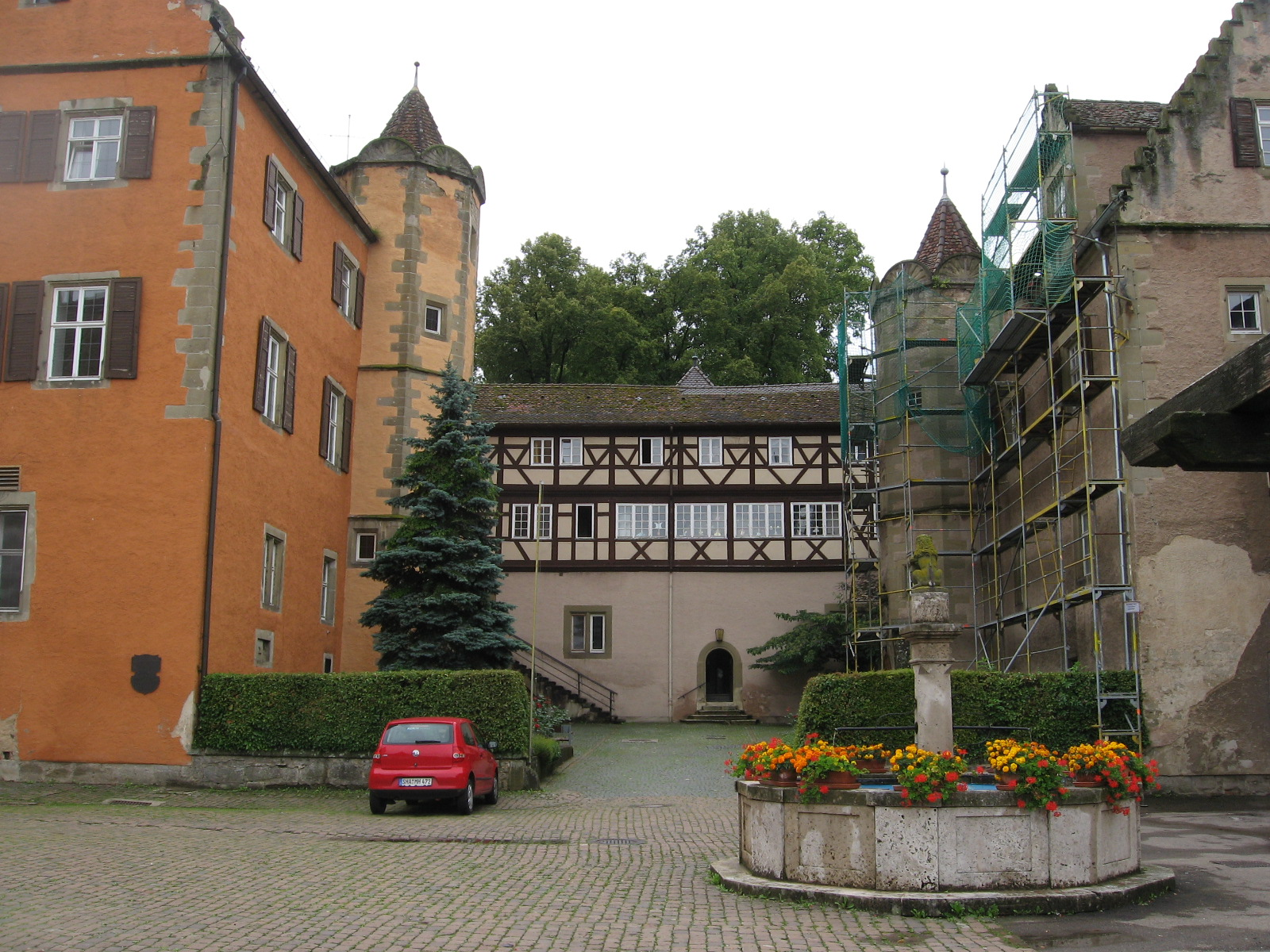
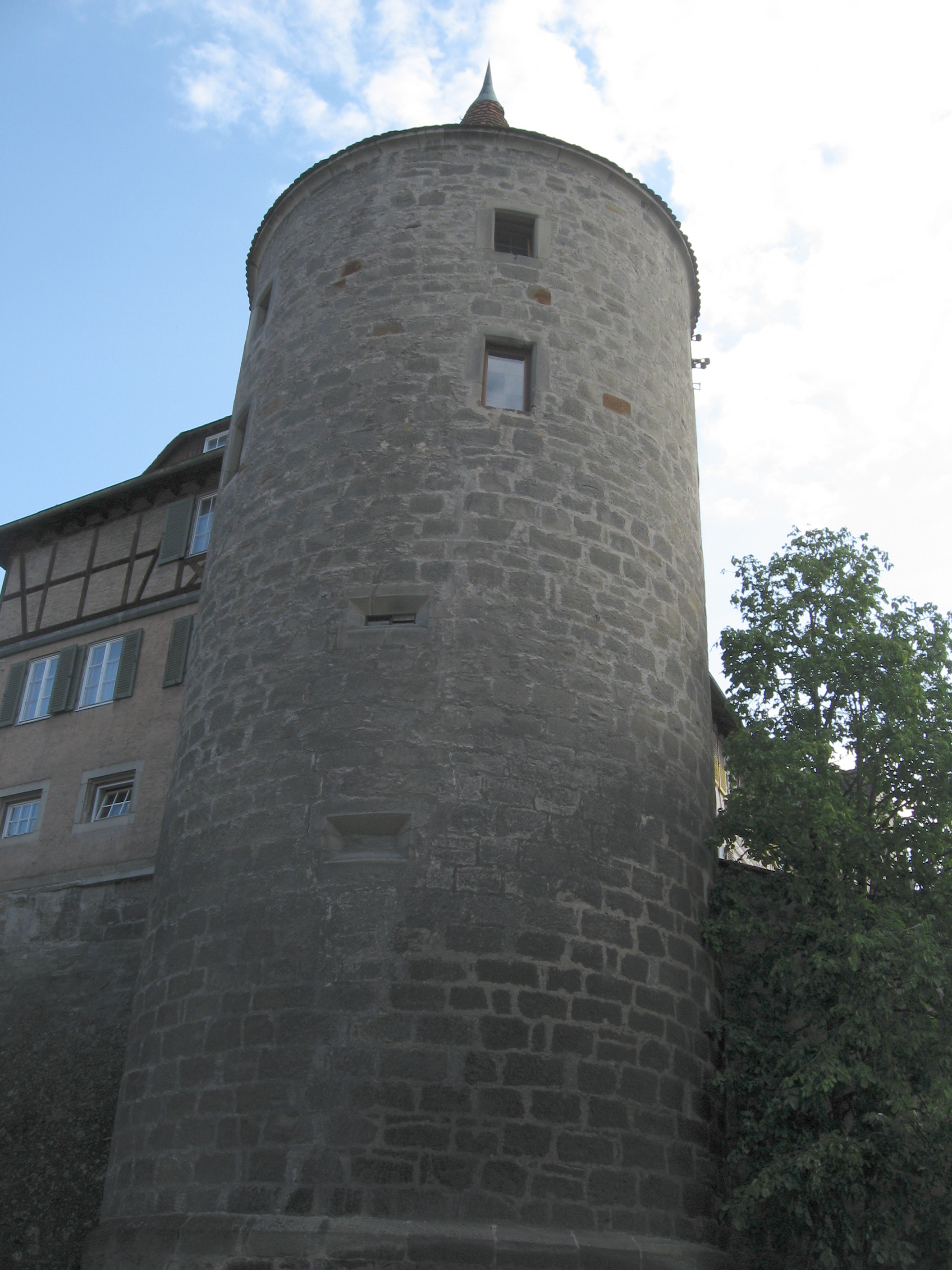
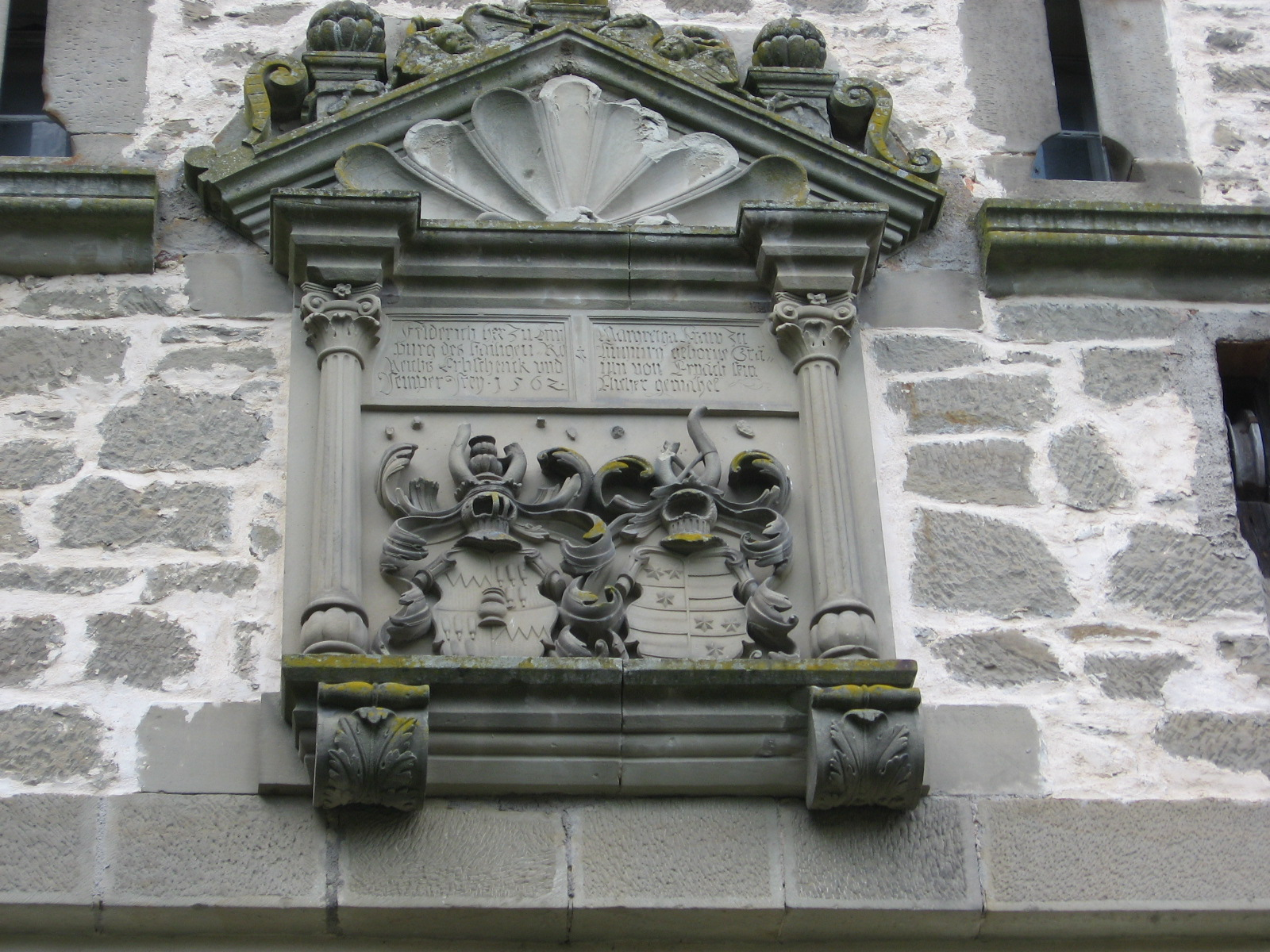
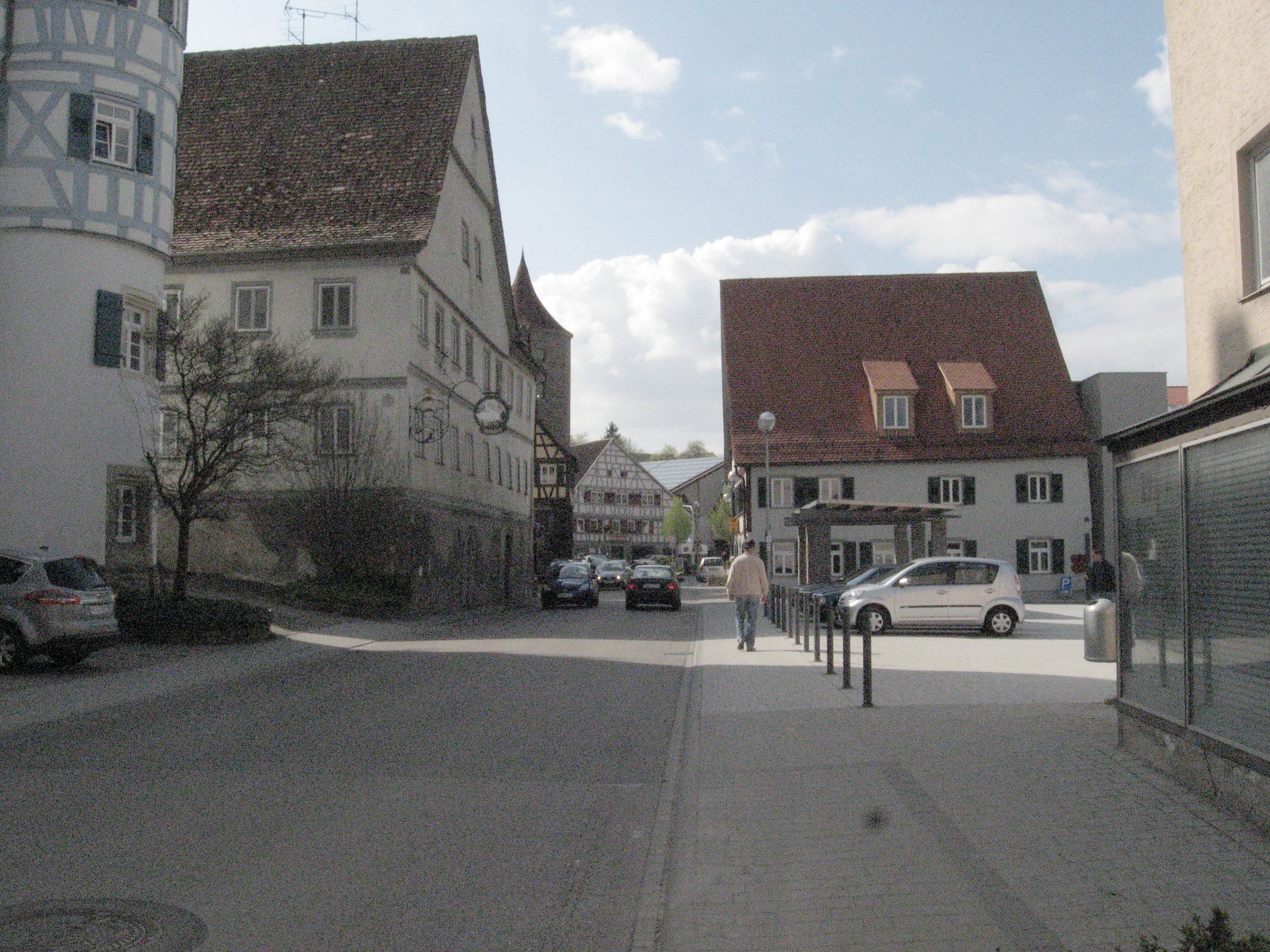
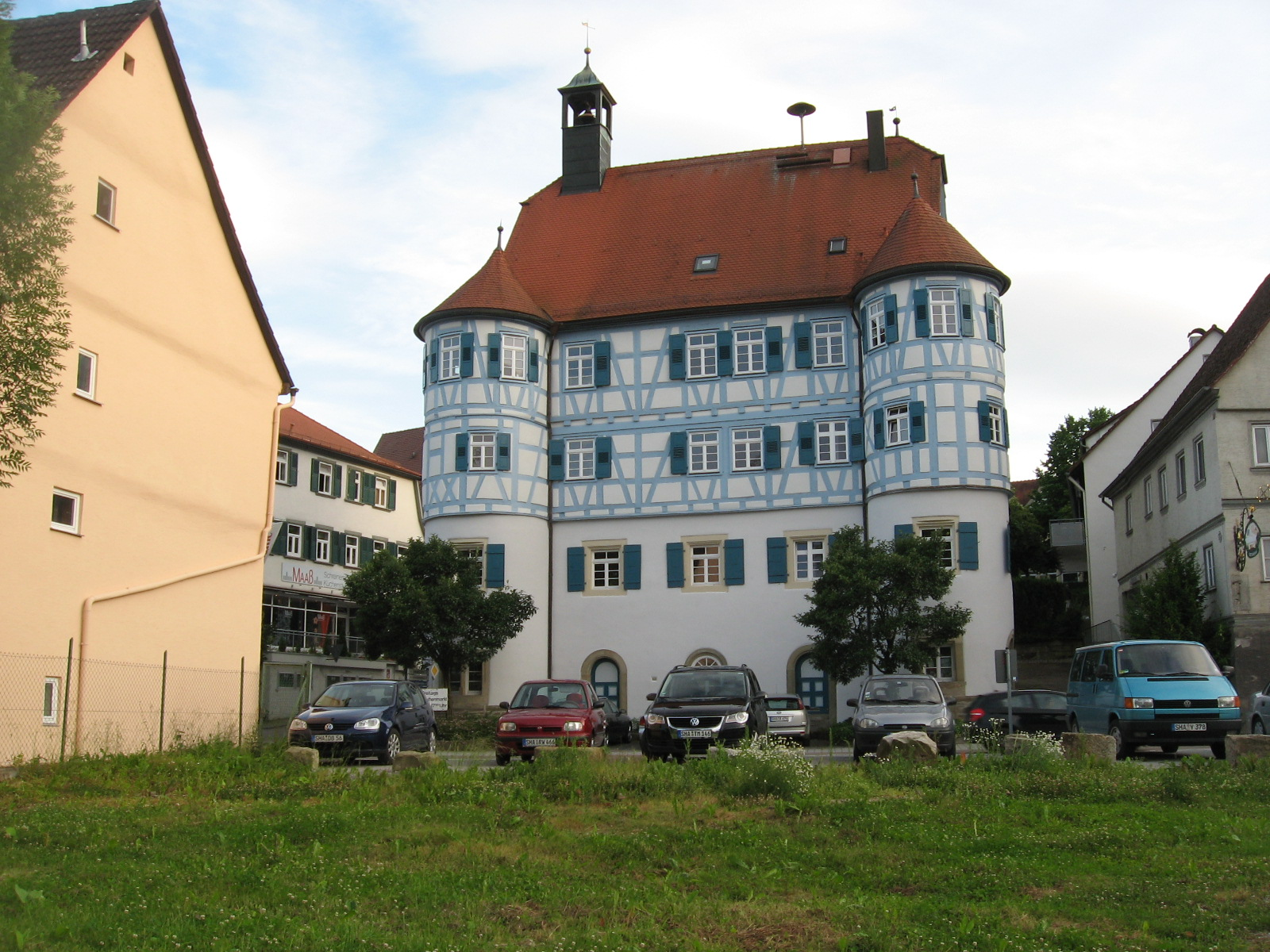
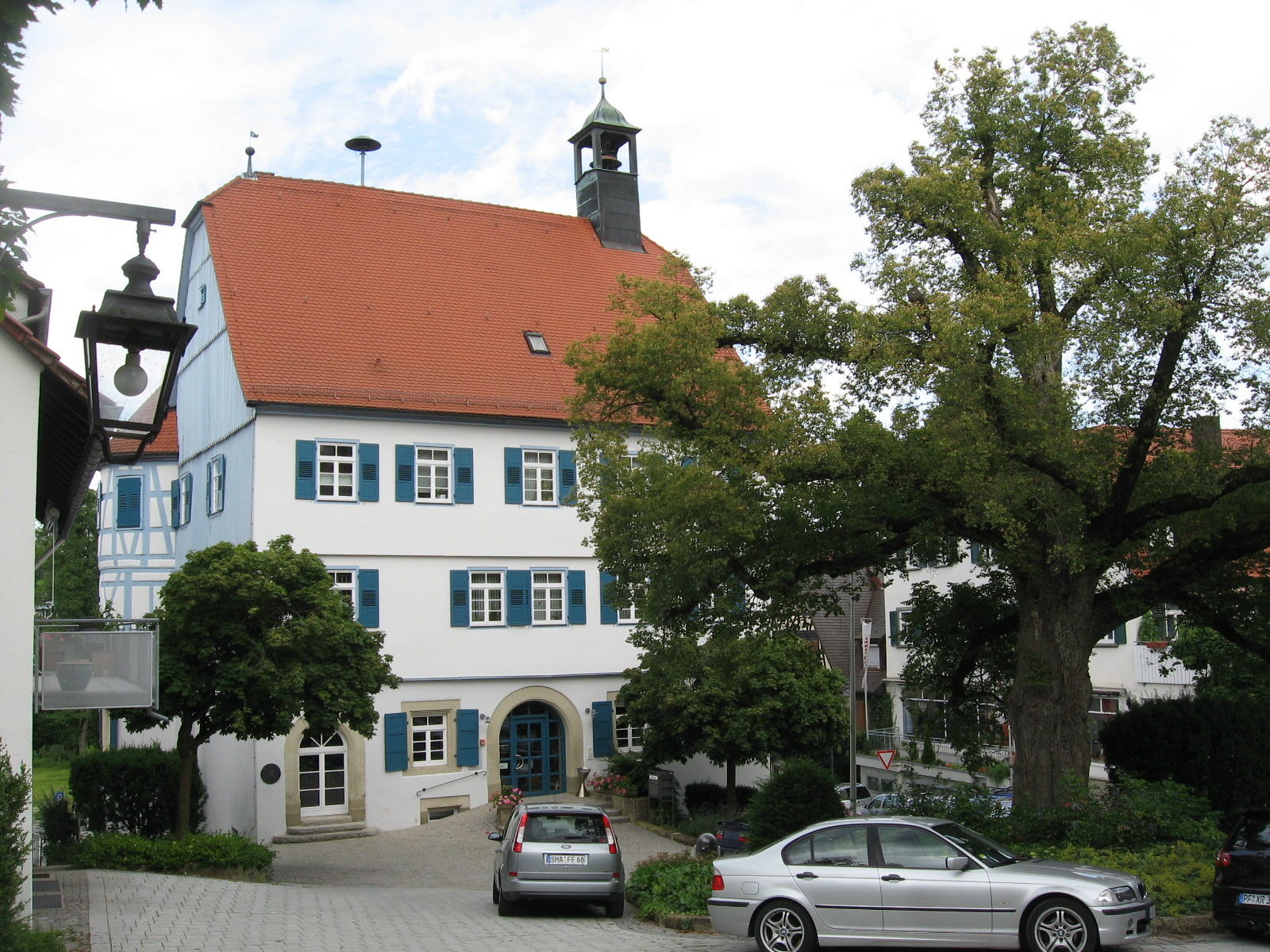
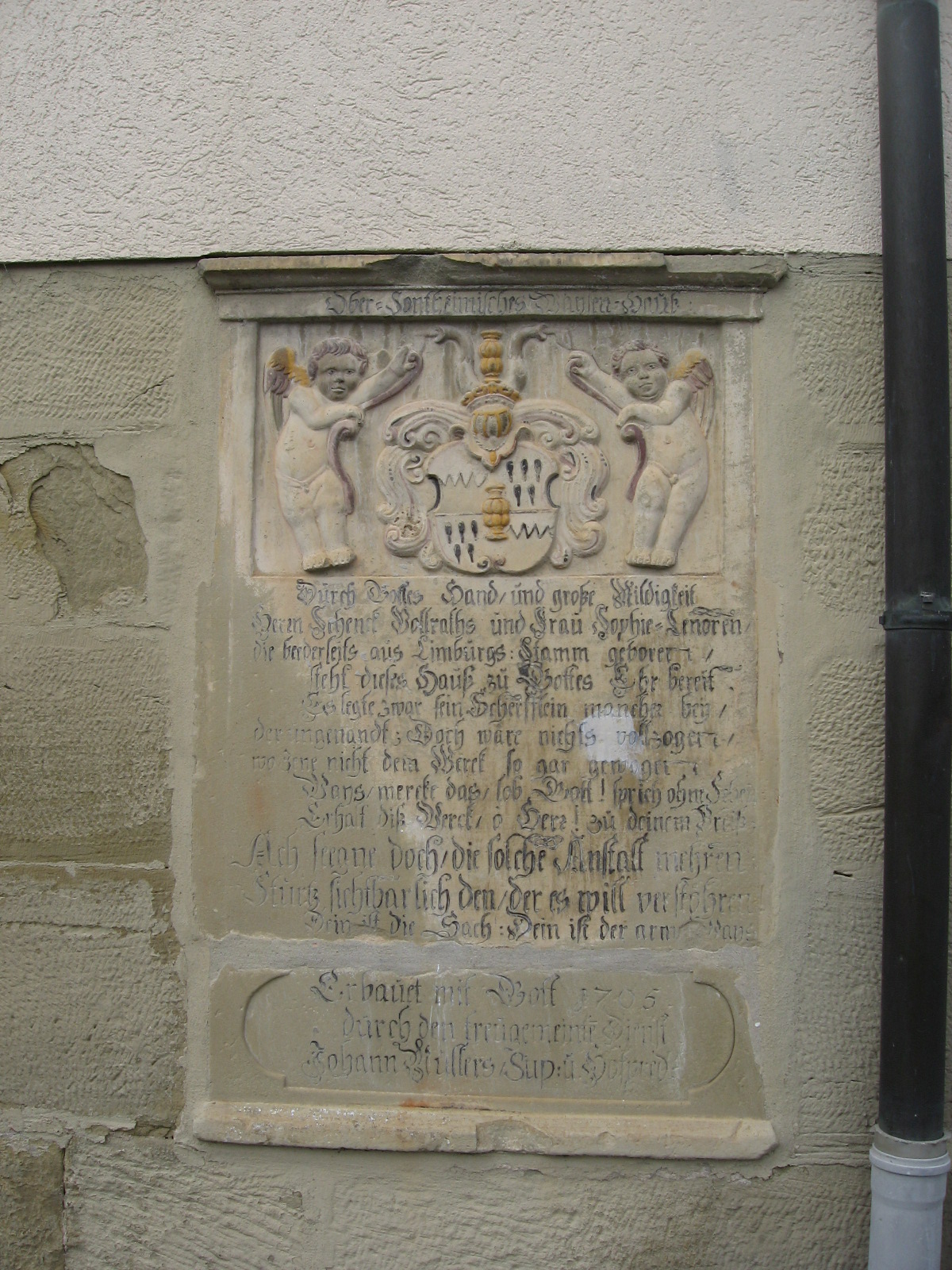

## Nevezetességei
- Kastély